# 克拉尼斯卡
卡尼奥拉（英語、意大利语：Carniola）或克拉尼斯卡（斯洛文尼亚语：Kranjska）、克雷恩（德语：Krain）是斯洛文尼亚境内的一个历史地名。在中文里经常依据英语的名称而翻译为“卡尼奥拉”。
在奥匈帝国时期，克拉尼斯卡地区是一个公国，即卡尼奥拉公国（Herzogtum Krain）。整个地区被分为三部分：上卡尼奥拉，下卡尼奥拉（与白卡尼奥拉一起）和内卡尼奥拉。公国的首府开始是在克拉尼（克雷恩堡），后来移到了卢布尔雅那（现在斯洛文尼亚共和国的首都）。
1918年奥匈帝国在第一次世界大战中战败，帝国解体，卡尼奥拉公国也随之停止废除。克拉尼斯卡地区被并入新成立的南斯拉夫王国。在1992年南斯拉夫社会主义联邦共和国解体、斯洛文尼亚独立后，原克拉尼斯卡地区成为新成立的斯洛文尼亚国家的核心部分。
卡尼奥拉公国西部的一些城镇在1920年被并入意大利。

## 资料来源
- 本条目包含来自公有领域出版物的文本: Chisholm, Hugh (编).  (第11版). London: Cambridge University Press. 1911.

## 延伸阅读
- Dimitz, August,  I, Witter, Andrew J., translator, Slovenian Genealogical Society International, 2013 [1875], ISBN 978-1-48360-408-4
- Dimitz, August,  II, Witter, Andrew J., translator, Slovenian Genealogical Society International, 2013 [1875], ISBN 978-1-48360-410-7
- Dimitz, August,  III, Witter, Andrew J., translator, Slovenian Genealogical Society International, 2013 [1875], ISBN 978-1-48360-412-1
- Dimitz, August,  IV, Witter, Andrew J., translator, Slovenian Genealogical Society International, 2013 [1875], ISBN 978-1-48360-417-6